# Siège de Saragosse (1809)
Pour les articles homonymes, voir Siège de Saragosse et Saragosse (homonymie).
Guerre d’Espagne
Batailles
- Durango (10-1808)
- Balmaseda (11-1808)
- Burgos (11-1808)
- Roses (11-1808)
- Espinosa (11-1808)
- Tudela (11-1808)
- Bubierca (11-1808)
- Somosierra (11-1808)
- Cardedeu (12-1808)
- Saragosse (12-1808)
- 1re Molins de Rei (12-1808)
- Sahagún (12-1808)
- Benavente (12-1808)
- Mansilla (12-1808)
- Castelló d'Empúries (01-1809)
- Cacabelos (01-1809)
- Lugo (01-1809)
- Zamora (01-1809)
- Astorga (01-1809)
- La Corogne (01-1809)

Le second siège de Saragosse est le deuxième et dernier siège de cette ville pendant la guerre d'Espagne. Il est régulièrement considéré comme une des batailles les plus brutales des guerres napoléoniennes, et souvent comparé à la bataille de Stalingrad en raison des similitudes entre les combats de rues extrêmes qui ont eu lieu lors de ces deux sièges.
Se mettant à l'abri après la défaite de Tudela, l'armée aragonaise s'enferme avec les habitants de la ville et des alentours, afin de résister comme durant le premier siège à l'armée française. Le commandement français, face à la résistance des assiégés, est contraint d'être modifié plusieurs fois : les maréchaux Ney, Moncey, Mortier, le général Junot et enfin le maréchal Lannes se succèdent à la direction des opérations. La ville, qui ne pourra pas être secourue comme précédemment, doit néanmoins se rendre à l'armée française au bout de deux mois de siège.

## Contexte
Saragosse est une des premières villes à répondre à l'insurrection espagnole contre l'Empire français lancée à Madrid le 2 mai 1808. Le jeune José de Palafox y Melzi, ancien favori de Ferdinand VII, s'est échappé de Bayonne et est proclamé dans la capitale aragonaise capitaine général de l'armée. Le premier siège de Saragosse, qui dure de juin à août 1808, s'achève par le départ des assiégeants français après la victoire espagnole de Bailén, celle-ci mettant en danger leurs positions.
Après cette victoire, les troupes aragonaises, menées par leur commandant Palafox, se mettent en marche, de concert avec les troupes du général Castaños qui commande l'armée d'Andalousie, afin de continuer la guerre contre les troupes françaises. Mais la bataille de Burgos en octobre permet à Napoléon Ier d'éviter la jonction de l'armée de Blake avec celles de Castaños et de Palafox.
La bataille de Tudela du 23 novembre, menée par le maréchal Lannes contre les troupes de Castaños et de Palafox, met fin à l'offensive espagnole. Castaños doit faire retraite par Ágreda, et évite l'encerclement grâce à une erreur du maréchal Ney. Palafox de son côté se réfugie dans la capitale aragonaise, devant laquelle les maréchaux Ney et Moncey arrivent le 30 novembre.

## Le siège

### Préparatifs
Les Espagnols, menés par le general Palafox sont fortement retranchés, et nombreux : 31 000 soldats, dont 2 000 de cavalerie, ainsi que 15 000 paysans, et autant de citadins, approvisionnée en munitions par un envoi depuis Tarragone par les Anglais, la ville a également rassemblé des vivres, et ses habitants defendent chèrement leur cité.
Adolphe Thiers donne cette description de la ville :

« Cette place, comme il a été dit précédemment, n'était pas régulièrement fortifiée, mais son site, la nature de ses constructions, pouvaient la rendre très forte dans les mains d'un peuple résolu à se défendre jusqu'à la mort. Elle était entourée d'une enceinte qui n'était ni bastionnée ni terrassée; mais elle avait pour défense, d'un côté l'Ebre, au bord duquel elle est assise, et dont elle occupe la rive droite, n'ayant sur la rive gauche qu'un faubourg, de l'autre côté une suite de gros bâtiments, tels que le château de l'inquisition, les couvents des Capucins, de Santa-Engracia, de saint Joseph, des Augustins, de Sainte Monique, véritables forteresses qu'il fallait battre en brèche pour y pénétrer, et que couvrait une petite rivière profondément encaissée, celle de la Huerba qui longe une moitié de l'enceinte de Saragosse avant de se jeter dans l'Ebre. À l'intérieur se rencontraient de vastes couvents, tout aussi solides que ceux du dehors, et de grandes maisons massives […] on ferait de toute maison une citadelle qu'on défendrait jusqu'à la dernière extrémité. Chaque maison est crénelée, et percée intérieurement pour communiquer de l'une à l'autre; chaque rue était coupée de barricades avec force canons. Mais, avant d'en être réduit à cette défense intérieure, on comptait bien tenir longtemps dans les travaux exécutés au dehors, et qui avaient une valeur réelle. »

De leur côté, le commandement Français n’est point capable de percer la defense strategique du general Palafox, et l’Empereur ne trouve pas d’égal parmi ses Marechaux: Ney est rappelé dans l'ouest auprès de Napoléon, et le 5e corps commandé par le maréchal Mortier va remplacer ses troupes pour le siège ; il arrive à Tudela le 13 décembre. Le 20 décembre, les troupes de Mortier et de Moncey s'établissent enfin devant Saragosse : le 3e corps (les divisions Grandjean, Musnier, Morlot, et la brigade de cavalerie Wattier) et le 5e corps (les divisions Suchet, Gazan et une brigade de cavalerie) comprennent environ 23 000 hommes chacun, le général Lacoste étant, comme pour le précédent siège, à la tête du génie.

### Début de l'encerclement
Gazan s'établit sur la rive gauche, Suchet et le corps de Moncey sur la rive droite. Saragosse est investie une seconde fois sur les deux rives, le 19 décembre. Dans la nuit du 21 au 22, le général Dedon-Duclos, commandant l'artillerie, ouvre une batterie sur les hauteurs qui dominent le monte Torrero. Cette position importante étant enlevée, Moncey envoie à Palafox une sommation. Le général espagnol y répondit par un refus.
Les faubourgs de la rive gauche résistent toutefois à la division Gazan. Napoléon remplace alors Moncey par le général Junot à la tête du 3e corps. L'Empereur précise les tâches de chacun : au 3e corps le soin d'attaquer la ville, au 5e la couverture des assiégeants, en protégeant les arrières. Tout l'Aragon est alors en insurrection, Mortier est chargé de disperser les secours. Seule du 5e corps, la division Gazan reste devant le faubourg (Arrabal (es) en espagnol), sur la rive gauche, au nord de l'Èbre. Junot arrive le 29 décembre, et prépare son attaque en trois points : le couvent Saint-Joseph à droite, le pont de la Huerva au centre, le château de l'Inquisition à gauche.

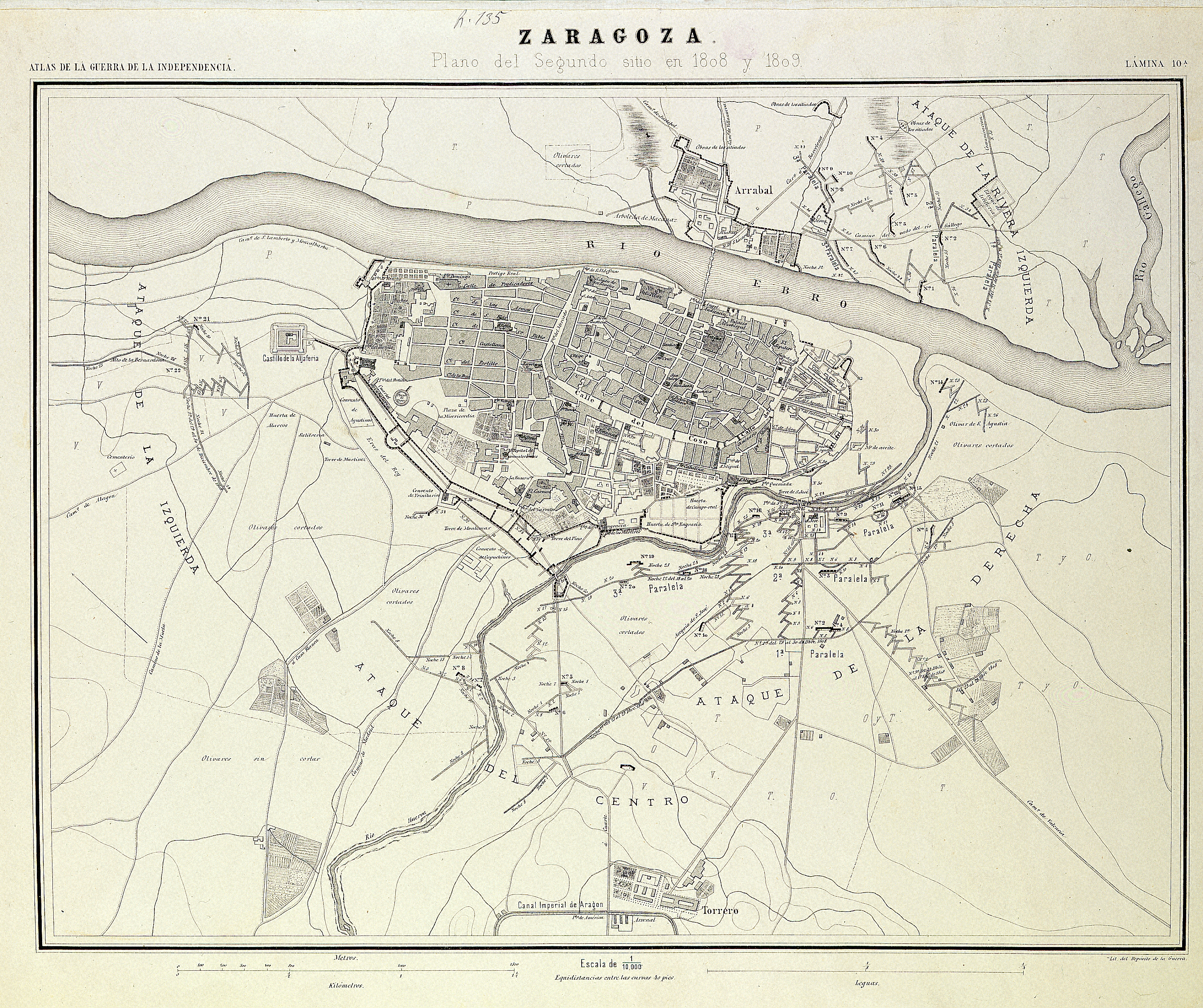
Carte (1868) du second siège de Saragosse

Le 10 janvier, l'artillerie commence à tirer à six heures et demie du matin. Le 11 janvier, à trois heures de l'après midi, les Français peuvent rentrer dans le couvent Saint-Joseph ; dans la nuit du 15 au 16, c'est la tête de pont de la Huerva qui est prise. Mais ces succès ne rendent pas le siège plus simple, et les rassemblements d'insurgés, bien combattus par Wattier, rendent toutefois la vie difficile aux assiégeants. La coordination entre les deux corps a du mal à se faire, d'autant qu'il ne reste plus que 20 000 Français qui se consacrent uniquement au siège : 7 000 de Gazan sur la rive gauche, fortement pressé par les insurgés extérieurs, et 13 000 sur la rive droite.
Le futur général Lejeune, officier du génie présent pendant ce siège, fait le commentaire suivant :

« Les choses étaient dans cet état, lorsque M. le maréchal Lannes arriva le 22 janvier. Sa présence ramena de suite l'ensemble qui manquait à nos opérations, en les soumettant à sa volonté ferme et unique qui dirigeait tout avec vigueur. Il plaça son quartier général aux Écluses, et parcourut le même jour, les immenses travaux que l'on avait déjà fait. »

### Changement de commandement
Début janvier, Napoléon Ier est reparti pour la France, afin de contrer les préparatifs militaires de l'Autriche. Mais avant de quitter l'Espagne, il demande au maréchal Lannes, le vainqueur de Tudela, de prendre Saragosse, le nommant commandant en chef des deux corps. Lannes a fait une grave chute de cheval en passant en Espagne, et son état ne lui permet pas de se déplacer rapidement, mais un siège est moins pénible pour lui qu'une bataille rangée.
Le 22 janvier, Lannes arrive et prend les commandes de l'ensemble du siège, faisant entrer l'affrontement dans une nouvelle phase. Afin de mieux protéger les troupes du siège, il rapproche de la ville Mortier et Suchet, soustrayant le 40e régiment de ligne à ce dernier pour renforcer l'assaut. Assignant à Wattier la surveillance des routes de Valence et de Tortosa, à Alcañiz, il s'installe lui-même au milieu des troupes, dans l'auberge « Aux écluses d'Aragon ». Il prévoit dans une lettre à sa femme, datée du 26 janvier, d'être maître de la ville « dans deux jours ». Le 27, la colonne de Rogniat s'empare du couvent de Santa Engracia, et les troupes françaises entrent sur la gauche jusqu'au couvent des capucins Trinitaires. Mais le couvent Sainte-Monique n'est pris que le 30, et Lannes se rend compte que la situation n'est pas aussi idéale que prévu.
Il écrit le lendemain de l'attaque à Napoléon :

« Malgré tous les ordres que j'avais donnés pour empêcher que le soldat ne se lançât trop, on n'a pas pu être maître de son ardeur. C'est ce qui nous a donné 200 blessés de plus que nous devions avoir.[…] Le siège de Saragosse ne ressemble en rien à la guerre que nous avons faite jusqu'à présent. C'est un métier où il faut une grande prudence et une grande vigueur. Nous sommes obligés de prendre avec la mine ou d'assaut toutes les maisons. Ces malheureux s'y défendent avec un acharnement dont on ne peut se faire une idée. »

### Lente conquête
C'est désormais une guerre des rues que Français et Espagnols se livrent. Bien aidé par Lacoste, Lannes fait miner les cibles proches de ses soldats, afin de s'en emparer rapidement pour pouvoir correctement s'y barricader ; en réaction, les Espagnols se réfugient dans les étages, les greniers, et trouent les cloisons et les planchers pour pouvoir tirer sur les occupants du rez-de-chaussée. L'infériorité numérique des assiégeants les expose à des tentatives de récupération des différents couvents occupés, mais Lannes donne un bon exemple de courage et de volonté à ses troupes, ce qui leur permet de tenir ; il essuie lui-même de temps en temps le feu ennemi, voire celui de ses propres soldats.
Le futur maréchal Bugeaud, alors lieutenant, participe à ce siège d'un genre si particulier :

« Nous sommes toujours auprès de cette maudite, de cette infernale Saragosse. Quoique nous ayons pris leurs remparts d'assaut depuis plus de quinze jours, et que nous possédions une partie de la ville, les habitants, excités par la haine qu'ils nous portent, par les prêtres et le fanatisme, paraissent vouloir s'ensevelir sous les ruines de leurs villes, à l'exemple de l'ancienne Numance. Ils se défendent avec un acharnement incroyable et nous font payer bien cher la plus petite victoire.

Chaque couvent, chaque maison, fait la même résistance qu'une citadelle, et il faut pour chacun un siège particulier. Tout se dispute pied à pied, de la cave au grenier, et ce n'est que quand on a tout tué à coups de baïonnette, ou tout jeté par les fenêtres, qu'on peut se dire maître de la maison. À peine est-on vainqueur que la maison voisine nous jette, par des trous faits exprès, des grenades, des obus et une grêle de coups de fusil. Il faut se barricader, se couvrir bien vite, jusqu'à ce qu'on ait pris des mesures pour attaquer ce nouveau fort; et on ne le fait qu'en perçant les murs, car passer dans les rues est chose impossible : l'armée y périrait toute en deux heures. Ce n'était pas assez de faire la guerre dans les maisons, on la fait sous terre. »

Suivant les ordres de Lannes, en contradiction avec ceux de l'Empereur, Mortier vient renforcer Gazan, tout en plaçant Suchet de manière à pouvoir être protégé des attaques du dehors, et être soutenu pour entrer dans la place. Le faubourg de la rive gauche fut enfin pris le 1er février, tout comme le couvent de Saint-Augustin (es) à droite. Mais le même jour, le général Lacoste est tué ; Rogniat le remplace, puis, blessé lui-même, confie le génie de la rive droite au commandant Haxo, tandis que la gauche est au colonel Dode. Du côté de l'artillerie, plusieurs petits mortiers de six pouces sont placés par le général Dedon afin d'être aisément transportés partout où besoin est. En outre, ce général établit des pièces de douze, de quatre, et des obusiers dans plusieurs rues.
La maladie et la famine elles-mêmes entrent à Saragosse, tuant de quatre à cinq cents personnes par jour, augmentant les difficultés du siège d'une odeur de putréfaction. Le 3 février, les Français occupent le couvent des filles de Jérusalem ; le 6, c'est l'hôpital général ; le 11, l'église Saint-François, qui amène au Coso (es), grande artère séparant en deux la ville, et le génie prépare le passage de l'autre côté. Les soldats français se plaignent toutefois énormément du siège et de leurs pertes ; Lannes leur pointe la faiblesse des Espagnols, obligés, alors qu'ils sont en supériorité numérique, de se faire enfermer.
Un léger incident lui permet d'appuyer son propos : recevant une centaine de paysans ayant fui les murs pour retourner chez eux, Lannes les fait raccompagner dans Saragosse, non sans les avoir rassasiés et leur avoir donné deux pains chacun, afin de montrer aux assiégés que les assiégeants ne manquent guère de vivres. Du côté de l'extérieur, les nouvelles sont bien moins bonnes : les frères de Palafox ont réussi à réunir une armée de 15 000 hommes qu'ils dirigent vers Saragosse pour faire lever le siège ; le général Reding, alors à la tête de 30 à 40 000 hommes en Catalogne a également l'intention de venir aider les Aragonais, mais doit d'abord affronter le général Gouvion Saint-Cyr.

### Fin du siège
Remettant la direction du siège à Junot, Lannes part le 13 février avec le 5e corps et une brigade de cuirassiers, ne laissant devant le faubourg qu'une brigade de la division Gazan. Prenant sur les hauteurs de Villamayor de Gállego une forte position, il y attend les armées ennemies, ainsi que les renforts promis par l'Empereur. Puis il retourne à Saragosse le 17 février pour y reprendre la direction des opérations. Le 18, il ordonne une attaque simultanée sur le faubourg et sur la ville : les bâtiments de l'Université sont pris de l'autre côté du Coso, et le faubourg, soumis à un feu d'artillerie de cinquante pièces, est abandonné par ses défenseurs. Le baron de Warsage (es), commandant le faubourg, est tué, 3 000 de ses soldats sont blessés ou tués ; 300 soldats du faubourg tentent de gagner la ville, et un grand nombre se noie dans l'Èbre ; 3 000 sont faits prisonniers en s'échappant vers la campagne.
Le 19, le général Palafox envoie un parlementaire pour demander une trêve de trois jours, afin de pouvoir vérifier l'état des forces dans le reste du pays ; le maréchal Lannes refuse, et Palafox qui ne souhaite pas signer de capitulation résigne son commandement. Le général Dedon fait mettre en batterie sur la rive gauche les pièces qui ont servi à l'attaque du faubourg et les dirige contre les maisons du quai. Les Français font charger de trois milliers de poudre les six mines qui doivent éclater ensemble le lendemain. Le 20 février, la junte commandant la défense de la ville, à laquelle Palafox, malade, a transmis son autorité, demande les conditions de la reddition, bien convaincus par un bombardement intense de la rive droite. L'aide de camp de Lannes, le colonel Saint-Mars, est reçu par le commandement espagnol, et le convainc de se rendre à discrétion, jusqu'à l'explosion imprévue d'une des mines, qui blesse un grand nombre d'habitants qui profitaient de la trêve pour sortir dans les rues. Des officiers espagnols se dévouent alors pour protéger Saint-Mars de la furie de la population, et celui-ci peut, le calme revenu, amener la délégation espagnole auprès du commandement français.
La capitulation est alors signée le 21 février. On trouve dans Saragosse 113 bouches à feu ; plus de 80 avaient été prises par les assiégeants dans le cours du siège. Les Français montent par-dessus les décombres dans l'intérieur de la ville, où gisent 5 000 cadavres sans sépulture ; les habitants s'étaient retirés dans les caves. Les maisons restantes sont ouvertes à jour ou écrasées, partout des ruines ; la longueur du siège a obligé plus de 100 000 individus à s'entasser dans une ville qui n'en contenait ordinairement que 50 000, ce qui a favorisé peu à peu la famine.

Capitulation, signée par Lannes pour les Français et par Pedro María Ric et les autres membres de la junte pour les Espagnols (Archives nationales)
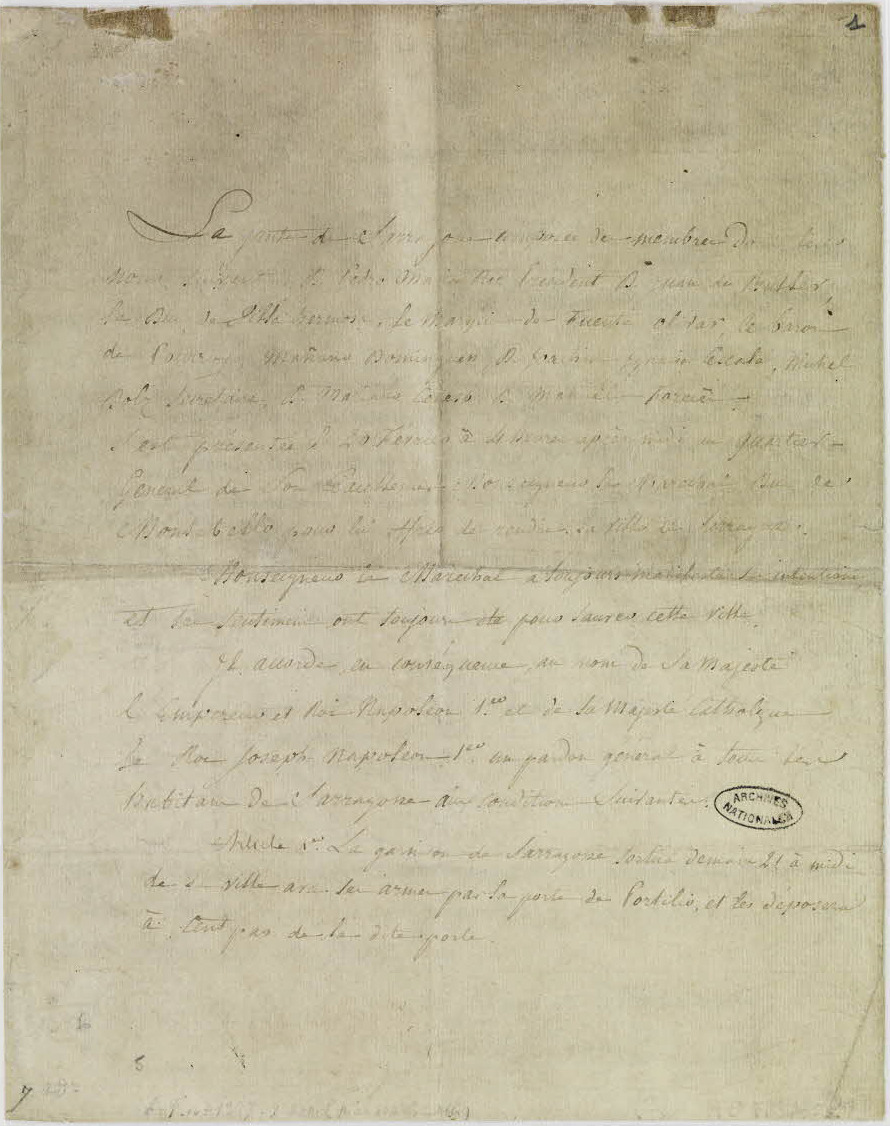
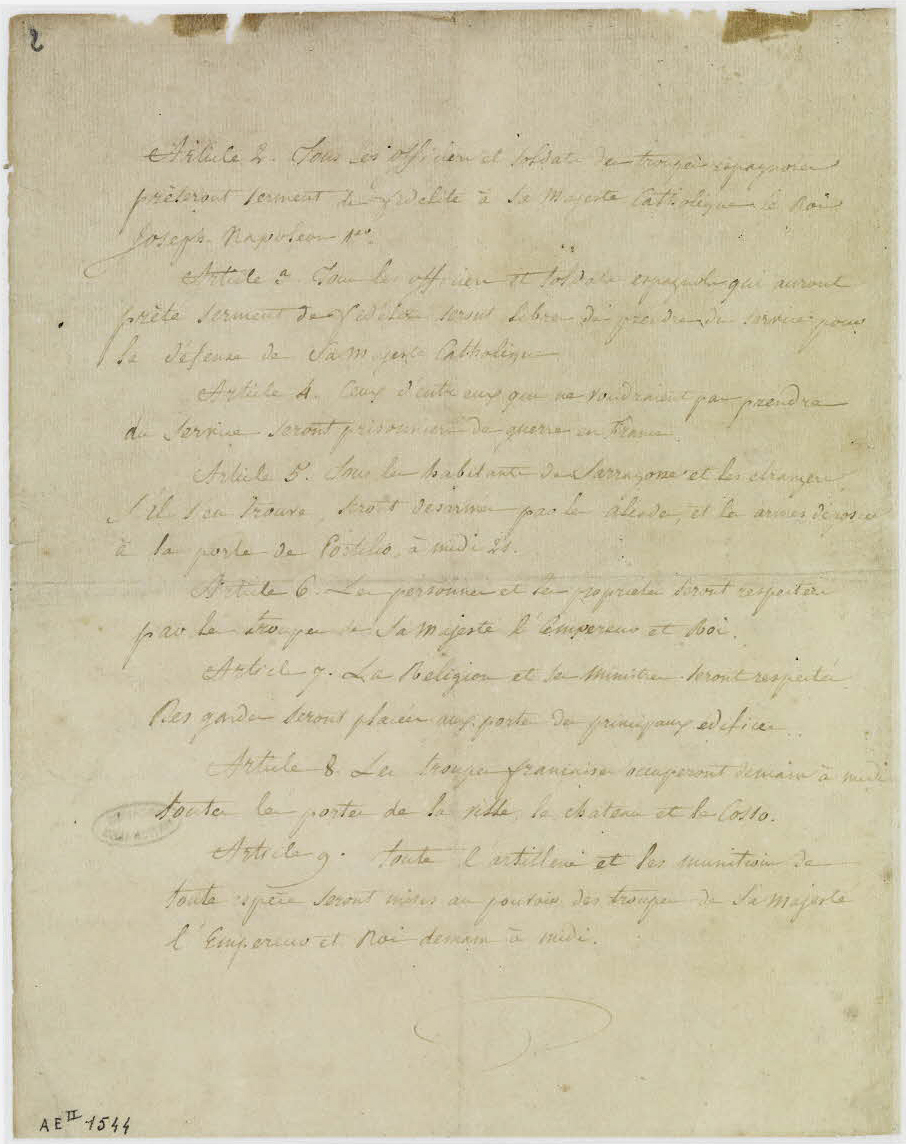
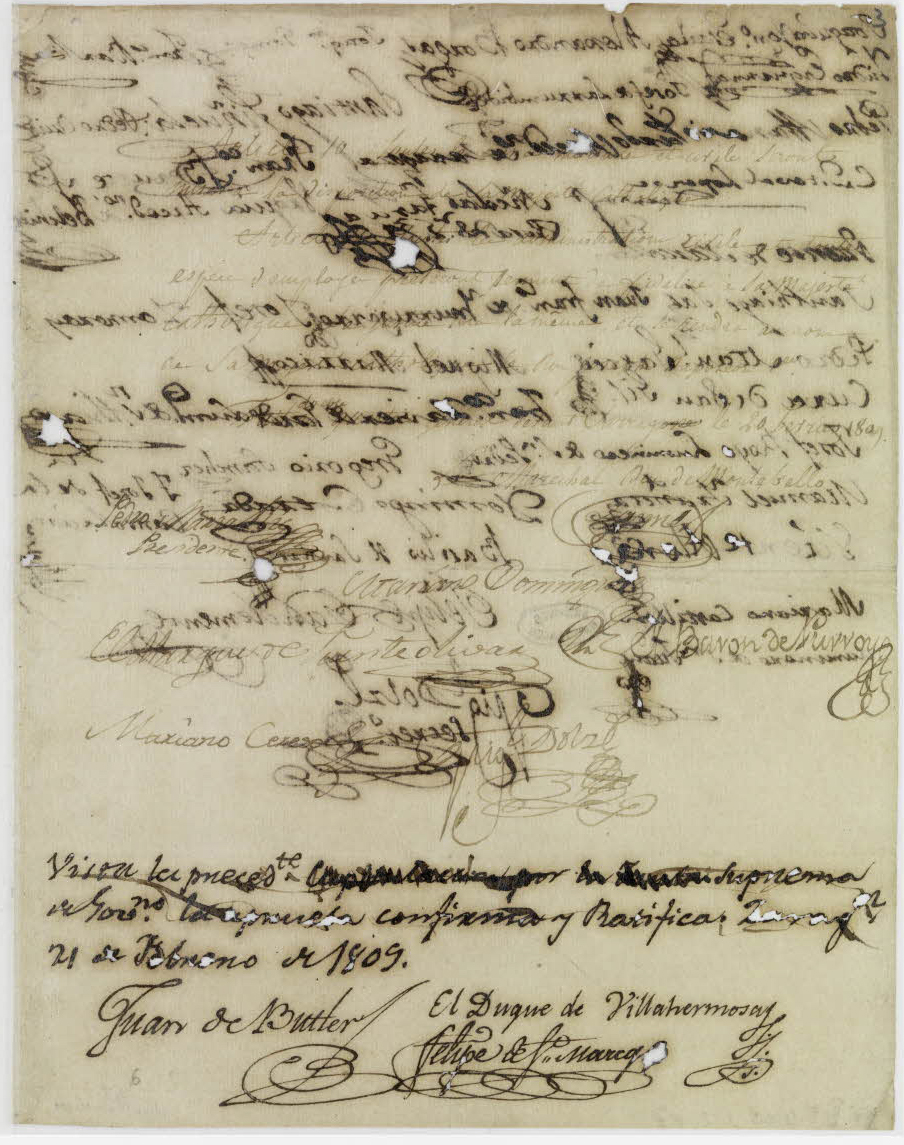
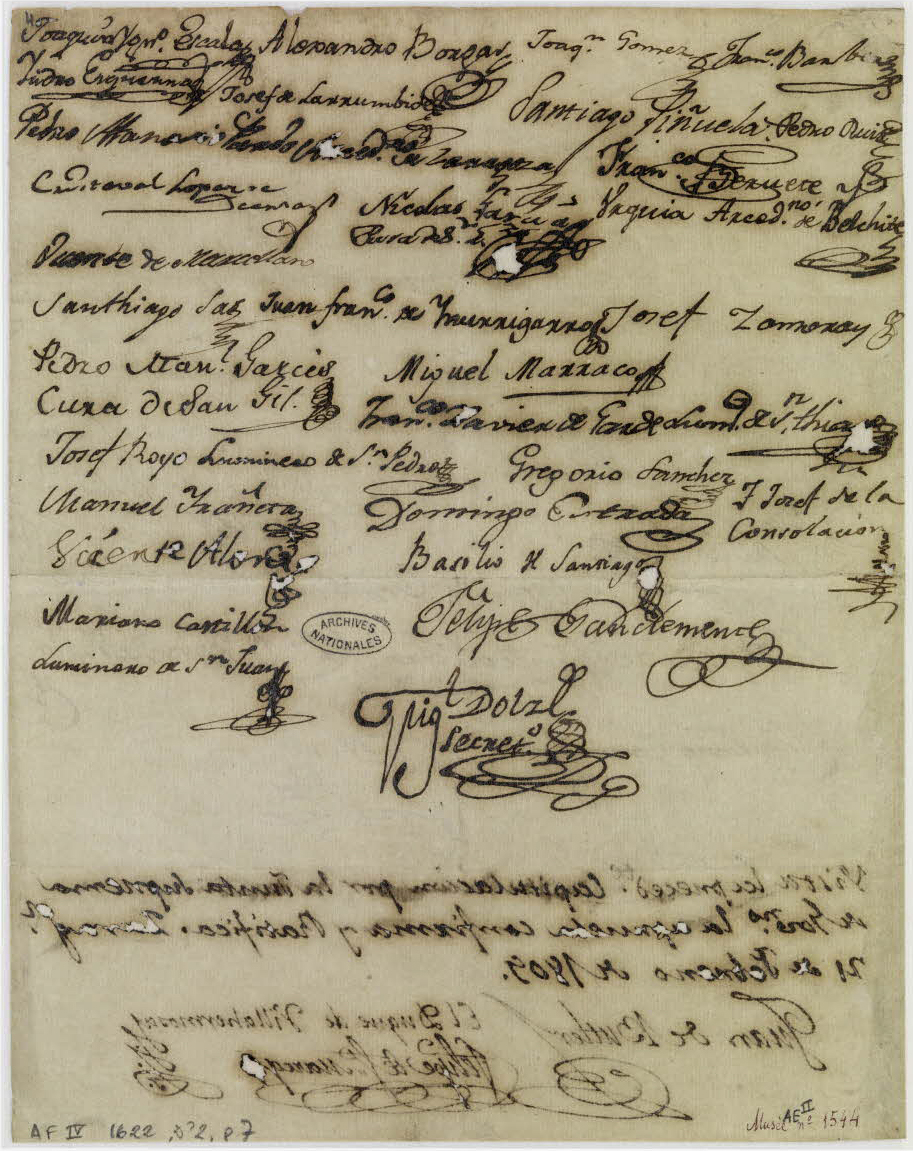

### Pertes
La garnison de la ville ne compte plus que 13 000 hommes, qui sont emmenés prisonniers, tandis que la ville n'est apparemment plus peuplée que par 12 à 15 000 habitants selon Lannes.
Du côté des Français, l'armée de siège a perdu 3 000 hommes au combat, et 1 500 dans les hôpitaux, principalement à cause du typhus.

## Suites

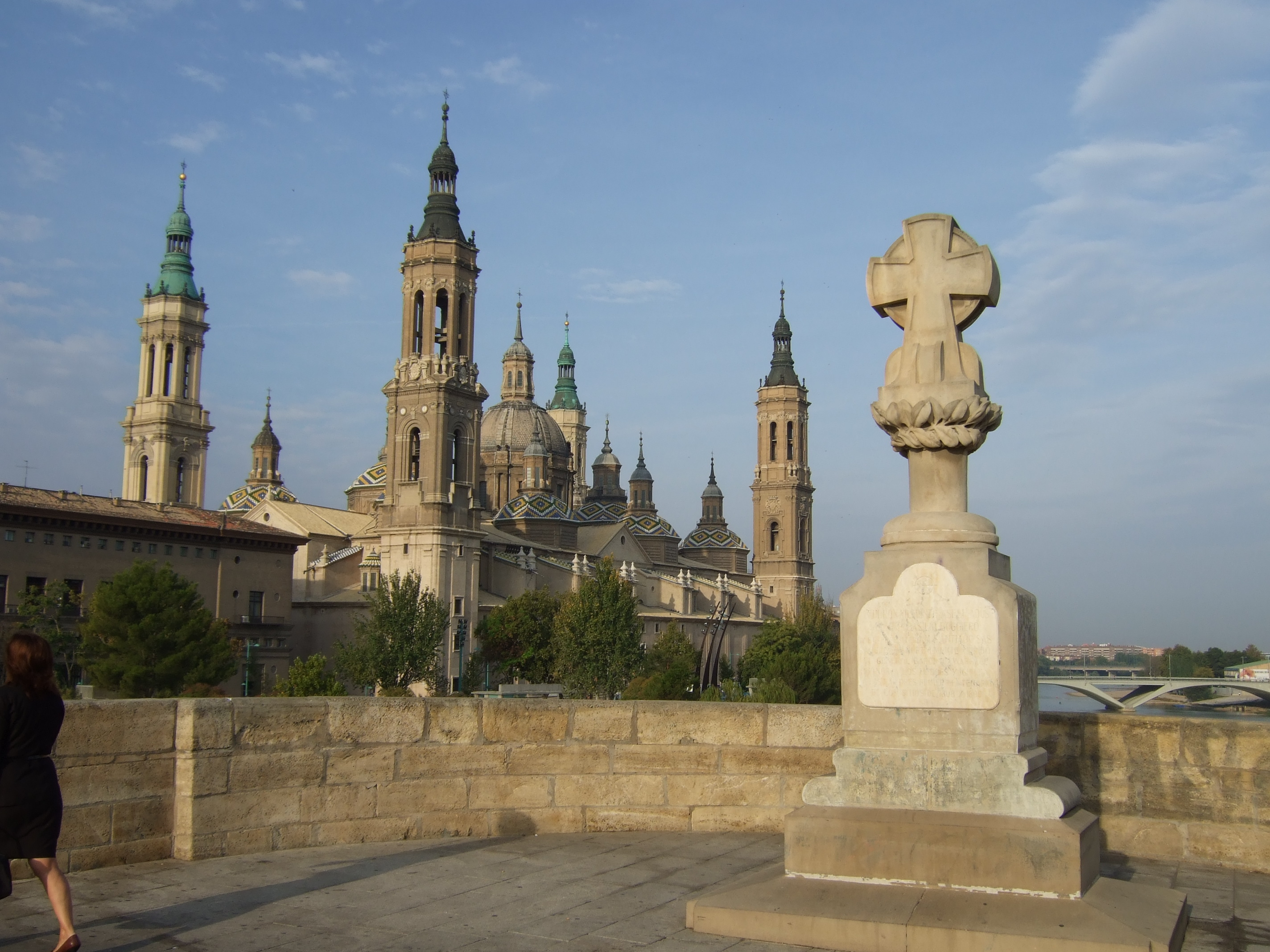
Monument sur l'Èbre commémorant les assassinats de et de, ainsi que la mort de Warsage.

Lannes travaille ensuite à assainir Saragosse, traitant la population du mieux qu'il peut ; Palafox, gardé dans son palais attend d'être emmené prisonnier en France, tandis que Basile, qui aurait tenté de fuir, se serait noyé dans l'Èbre la nuit du 21 février. Selon l'historien Conde de Toreno, Basile Boggiero (es) et Santiago Sas (es), un autre ecclésiastique membre de la junte, auraient tous deux été assassinés par les Français, sur les ordres de Lannes, et leurs corps plongés dans l'Èbre. Le 6 mars, un Te Deum est célébré par l'archevêque de Saragosse (es) dans Notre-Dame del Pilar, en présence de Lannes, de Mortier et de leurs états-majors au complet, mais en l'absence de Junot, affligé d'avoir vu son commandement mis sous tutelle.
Concernant l'attitude des maréchaux après la capitulation de la ville, Lannes accepte, de la part des autorités de Saragosse, des cadeaux et peut-être de l'argent. Thierry Lentz avance l'hypothèse que Lannes a participé au pillage de la ville, tandis que d'autres historiens[Qui ?] pensent qu'il a seulement organisé des « contributions de guerre ». Mortier, de son côté, reçoit de la part des habitants un bouquet de fleur en pierreries, et un œillet en diamant qu'il rend aussitôt au trésor de Notre-Dame del Pilar. 
Lannes, exténué, attend impatiemment l'ordre qui lui permettra de retourner en France, laissant le gouvernement de l'Aragon à Suchet, qui reçoit également le commandement du 3e corps à la place de Junot. Le 26 mars, il part enfin, et rentre à Lectoure auprès de sa femme.

## Analyse
Voila le jugement que porte sur le siège le général Thoumas, biographe de Lannes :

« Au point de vue militaire, ce siège doit être considéré comme un des principaux titres de gloire de l'armée française et de Lannes en particulier. Pour le juger il faut tenir compte de la grande infériorité numérique des assaillants, des difficultés qu'il éprouvait pour s'approvisionner de vivres et de munitions, de la constance avec laquelle ils supportèrent des privations et des fatigues inouïes, du courage qu'ils opposèrent pendant cinquante trois jours et cinquante trois nuits à des dangers continus. L'activité du maréchal Lannes, qui ne s'épargnait à aucun moment la peine et la fatigue, le sang-froid qu'il montra dans les dispositions les plus critiques, l'ardeur et la patience dont il donna l'exemple aux troupes, furent pour beaucoup dans le succès. »

## Postérité
- Le roman Zaragoza (es) (Episodios nacionales (es)), de Benito Pérez Galdós, a pour sujet le second siège.
- Le roman Une fille de Saragosse, de Joseph Peyré, a pour sujet le second siège.